# جيسيكا سزوهر
جيسيكا سزوهر (بالإنجليزية: Jessica Szohr)‏ (من مواليد 31 مارس 1985) هي ممثلة اميركية. بدأت حياتها الفنية بالظهور في مسلسلات دينية أمريكية.

## فيلموغرافيه

### فيلم
| عام  | عنوان                         | دور            | ملاحظة                                                          |
| ---- | ----------------------------- | -------------- | --------------------------------------------------------------- |
| 2005 | The Reading Room              | Dayva          | Hallmark Channel Original فيلم                                  |
| 2006 | House at the End of the Drive | Krista         |                                                                 |
| 2007 | Somebody Help Me ‏             | Nicole         | Direct-to-DVD                                                   |
| 2009 | فايرد أب                      | Kara           | Cameo                                                           |
| 2010 | سمكة البيرانا (فيلم)          | Kelly Driscoll | Nominated - MTV Movie Award for Best Scared-As-S**t Performance |
| 2011 | Love, Wedding, Marriage       | Shelby         |                                                                 |
| 2011 | Hirokin                       | Orange         | post-production                                                 |
| 2011 | Art Machine                   | Cassandra Moon | post-production                                                 |
| 2011 | I Don't Know How She Does It  | Paula          | supporting role                                                 |
| 2011 | سرقة برج                      | Sasha Gibbs    | supporting role                                                 |
| 2012 | Love Bite ‏                    | Juliana        | Main (awaiting release)                                         |
| 2012 | Light Years                   | Lita           | (filming)                                                       |
| 2012 | Hirokin                       | Orange         | (post-production)                                               |
| 2012 | Owned                         | Kathleen       | (pre-production)                                                |
| 2013 | Pawn                          | Bonnie         | (post-production)                                               |

### تلفزيون
| عام       | عنوان            | دور              | ملاحظة                                   |
| --------- | ---------------- | ---------------- | ---------------------------------------- |
| 2003      | زوجتي وأطفالي    | Dee-Jay          | episode "Not So Hostile takeover"        |
| 2005      | ذاتس سو رايفن    | Jordash Hiltoper | episode "The Big Buzz"                   |
| 2007      | '                | Samantha Barrish | 3 episodes                               |
| 2007      | What About Brian | Laura            | 6 episodes                               |
| 2007–2011 | فتاة النميمة     | Vanessa Abrams   | Series regular (Season 1–4); 82 episodes |
| 2012      | بانكد            | Herself          | 1 episode                                |

## وصلات خارجية
- جيسيكا سزوهر على موقع IMDb (الإنجليزية)
- جيسيكا سزوهر على موقع روتن توميتوز (الإنجليزية)
- جيسيكا سزوهر على موقع ألو سيني (الفرنسية)
- جيسيكا سزوهر على موقع تيرنر كلاسيك موفيز (الإنجليزية)
- جيسيكا سزوهر على موقع أول موفي (الإنجليزية)
- جيسيكا سزوهر على موقع قاعدة بيانات الأفلام السويدية (السويدية)
- جيسيكا سزوهر على موقع إن إن دي بي (الإنجليزية)
- جيسيكا سزوهر على موقع قاعدة بيانات الفيلم (الإنجليزية)
- جيسيكا سزوهر على موقع كينوبويسك (الروسية)
- jessica_szohr في موقع بيبول.كوم

سي إس آي: ميامي